# 普里姆兰
普里姆兰（法語：Primelin，法語發音：[pʁimlɛ̃]）是法国菲尼斯泰尔省的一个市镇，属于坎佩尔区。

## 地理
普里姆兰（48°1'32"N, 4°36'41"W）面积8.67 平方千米，位于法国布列塔尼大區菲尼斯泰尔省，该省份为法国最西部的省份，位于布列塔尼半岛西部，北西南三面环大西洋，东临阿摩尔滨海省和莫尔比昂省。
与普里姆兰接壤的市镇（或旧市镇、城区）包括：克莱当卡普锡赞、古利安、普洛戈夫、欧迪耶讷。

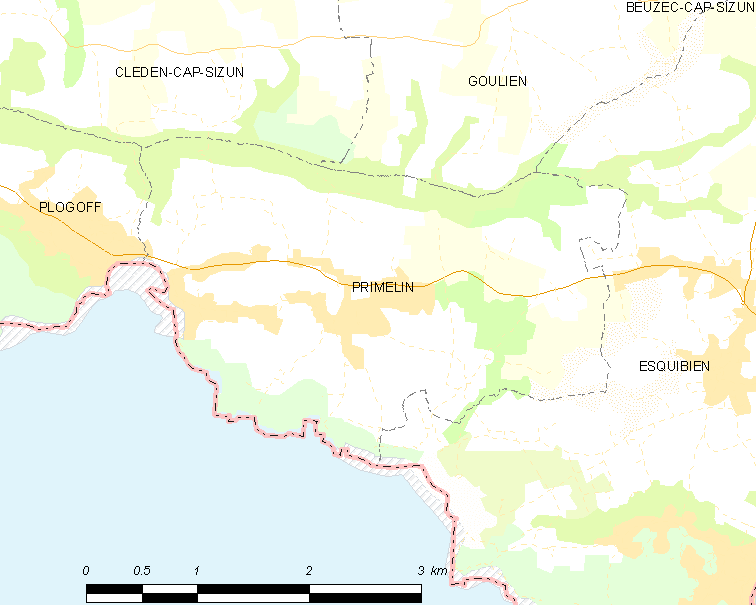
普里姆兰的OSM定位图

普里姆兰的时区为UTC+01:00、UTC+02:00（夏令时）。

## 行政
普里姆兰的邮政编码为29770，INSEE市镇编码为29228。

## 政治
普里姆兰所属的省级选区为杜瓦讷内县。

## 人口

1962-2008年间普里姆兰人口变化图示

普里姆兰于2022年1月1日时的人口数量为641人。